# ゴーストシステム
『ゴーストシステム』は、2001年にパルコとフジテレビが開設したショートフィルム専門の配信サイト「ショートブレイク」がネットシネマとして製作したものである。のちに時間を大幅に延長したディレクターズ・カット版が製作され2003年に発売された。

## 出演
- 桜木睦子
- 玉木宏
- 柳沢真理亜
- 瑠川あつこ

## スタッフ
- 監督・原作・脚本：長江俊和
- エグゼクティブ・プロデューサー：小池英彦、関口大輔、安田裕子、棚橋裕之
- プロデュース：関根雅史
- 製作：ポニーキャニオン、フジテレビジョン、パルコ